# Ecser, Pesta
Ecser (în slovacă Ečer) este un sat în districtul Vecsés, județul Pesta, Ungaria, având o populație de 3.540 de locuitori (2011).

## Așezare
Ecser se află la sud-est de Budapesta, în apropierea Aeroportului Internațional Ferihegy. Comune învecinate: Vecsés, Üllő, Maglód, respectiv Budapesta (sectorul 17). Autostrada M0 (în construcție) va trece pe lângă comună.

## Demografie
Componența etnică a satului Ecser
     Maghiari (91,09%)
     Slovaci (6,26%)
     Necunoscut (0,97%)
     Alții (1,67%)
Componența confesională a satului Ecser
     Romano-catolici (39,04%)
     Fără religie (15,59%)
     Reformați (10,25%)
     Luterani (2,34%)
     Greco-catolici (1,5%)
     Atei (1,33%)
     Necunoscută (29,75%)
     Ortodocși (0,2%)
     Alte religii (2,99%)
Conform recensământului din 2011, satul Ecser avea 3.540 de locuitori. Din punct de vedere etnic, majoritatea locuitorilor (91,09%) erau maghiari, cu o minoritate de slovaci (6,26%). Apartenența etnică nu este cunoscută în cazul a 0,97% din locuitori. Nu există o religie majoritară, locuitorii fiind romano-catolici (39,04%), persoane fără religie (15,59%), reformați (10,25%), luterani (2,34%), greco-catolici (1,5%) și atei (1,33%). Pentru 29,75% din locuitori nu este cunoscută apartenența confesională.

## Istorie
Primele atestări ale comunei Ecser provin încă din anul 1315, deși așezarea existase după anul 896, în perioada în care poporul maghiar s-a stabilit în teritoriul de astăzi al Ungariei. Potrivit unei legende, numele localității are la bază cuvântul cser [ʈʃær], care pe ungurește înseamnă „stejar”. Legenda mai spune că numele i-a fost dat de Árpád, primul duce al Ungariei.
În timpul ocupației otomane (1526-1686), comuna a fost părăsită, din cauza asediului Budei (partea vestică a Budapestei). La începutul secolului al XVIII-lea, pe teritoriul localității s-au stabilit familii de slovaci. În prezent, minoritatea slovacă constituie o parte semnificativă din populație și dispune de administrație locală proprie. Numărul locuitorilor a trecut de 3.000 în 1976.

## Cultură și simboluri
Singurul monument din comună este biserica Romano-Catolică fondată în anul 1740.
În Ecser este practicat dansul tradițional numit Nuntă în Ecser (Ecseri lakodalmas).
Cele două câmpuri heraldice ale steme comunei, pe fond albastru sus și verde jos, includ reprezentările grafice biserica, stejarul și dansul tradițional - simbolizând principalele elemente legate de localitatea Ecser.

## Localități înfrățite
- Zlaté Klasy, Slovacia (fostă Nagymagyar, Veľký Mager și Gross-Magerdorf)
- Kumbağ, Turcia